# ビバアエロブス
ビバアエロブス（VivaAerobús）は、メキシコのモンテレイに本社・拠点を置く格安航空会社である。

## 概要
メキシコにおいて3番目の乗客数を誇り、北米においては11番目に乗客数が多い航空会社。北米、中南米の50以上の都市に就航し、160以上の路線を運航している。
モンテレイ国際空港をハブ空港とし、他にも、カンクン、グアダラハラ、メキシコシティなどを拠点空港としている。

## 歴史
ライアンエアーとメキシコのバス会社IAMSAによって設立された。運賃は、従来のメキシコの航空会社を最大50%引き下げることを目標とした。2006年11月30日にメキシコのモンテレイ国際空港をハブとして、2機のボーイング737-300型機で運航を開始し、モンテレイ-ティファナ線を開設した。当初は、モンテレイからメキシコ国内線を拡大していき、2007年7月には、国際線の運航を開始し、アメリカ合衆国テキサス州のオースティン国際空港に就航した。
2013年10月、エアバスA320型機52機を51億ドルで発注する契約を交わした。ラテンアメリカの航空会社としては最大の受注となった。2014年5月15日、エアバスA320を受領し、運航を開始した。ボーイング737から置き換え、現在まで、エアバスA320シリーズで運航をしている。
2021年11月より、ビバエア・コロンビアとのインターライン契約を締結。2021年12月には、アレジアントエアと提携を結び、米国とメキシコ間の低予算サービスを拡大した。
2022年8月上旬、メキシコとスペイン間を行き来する乗客の乗り継ぎを改善するために、イベリア航空とのコードシェア契約を発表した。2024年9月には、エア・カナダとインターライン契約を発表した。

## 就航路線・都市
| メキシコ       | - メキシコシティ - グアダラハラ - ティファナ - エルモシージョ - カンクン - ベラクルス - サンホセデルカボ - マサトラン - プエルトバジャルタ - シウダーファレス - チワワ - レイノサ - トレオン - オアハカ - トゥストラグティエレス - ビヤエルモサ - メリダ - ウアトゥルコ - チェトゥマル - プエルトエスコンディド - トゥルム | - サンタルチア - ラパス - メヒカリ - プエブラ - シウダーオブレゴン - グアナフアト - ケレタロ - モレリア - モンテレー - トルーカ - イスパタ - コズメル - クリアカン - タンピコ - アカプルコ - タパチュラ - ロスモチス - ヌエボラレド - マタモロス - テピク - デュランゴ |
| アメリカ合衆国 | 38路線運航 | 38路線運航 |
| キューバ       | ハバナ、カマグエイ | ハバナ、カマグエイ |
| コスタリカ     | ボゴタ | ボゴタ |

## 保有機材

### 現在の保有機材
| 機種             | 運用数 | 発注数 | 座席数 | 備考 |
| ---------------- | ------ | ------ | ------ | ---- |
| エアバスA320-200 | 46     | -      | 180    |      |
| エアバスA320neo  | 29     | -      | 186    |      |
| エアバスA321-200 | 9      | -      | 220    |      |
| エアバスA321neo  | 30     | 20     | 240    |      |

## 事故・トラブル
2021年3月18日、同社のエアバスA320が、プエルトバジャルタから離陸し、180度旋回している最中に、機首着陸装置が崩壊、墜落した。乗客133人全員が緊急スライドで無事に避難した。